# Lazenay
Lazenay ist eine französische Gemeinde mit 282 Einwohnern (Stand: 1. Januar 2022) im Département Cher in der Region Centre-Val de Loire; sie gehört zum Arrondissement Vierzon und zum Kanton Mehun-sur-Yèvre.

## Geografie
Lazenay liegt etwa 25 Kilometer westlich von Bourges und etwa 16 Kilometer südlich von Vierzon am Ufer des Flusses Arnon. Umgeben wird Lazenay von den Nachbargemeinden Lury-sur-Arnon im Norden, Cerbois im Nordosten und Osten, Limeux im Osten, Plou im Südosten, Poisieux und Migny im Süden, Diou im Südwesten, Reuilly im Westen sowie Chéry im Nordwesten.

## Bevölkerungsentwicklung
| Jahr                       | 1962 | 1968 | 1975 | 1982 | 1990 | 1999 | 2006 | 2019 |
| Einwohner                  | 387  | 413  | 337  | 300  | 326  | 354  | 352  | 312  |
| Quellen: Cassini und INSEE |      |      |      |      |      |      |      |      |

## Sehenswürdigkeiten
- Kirche Notre-Dame aus dem 11./12. Jahrhundert
- Schloss Lazenay aus der Mitte des 19. Jahrhunderts
- Schloss La Ferté

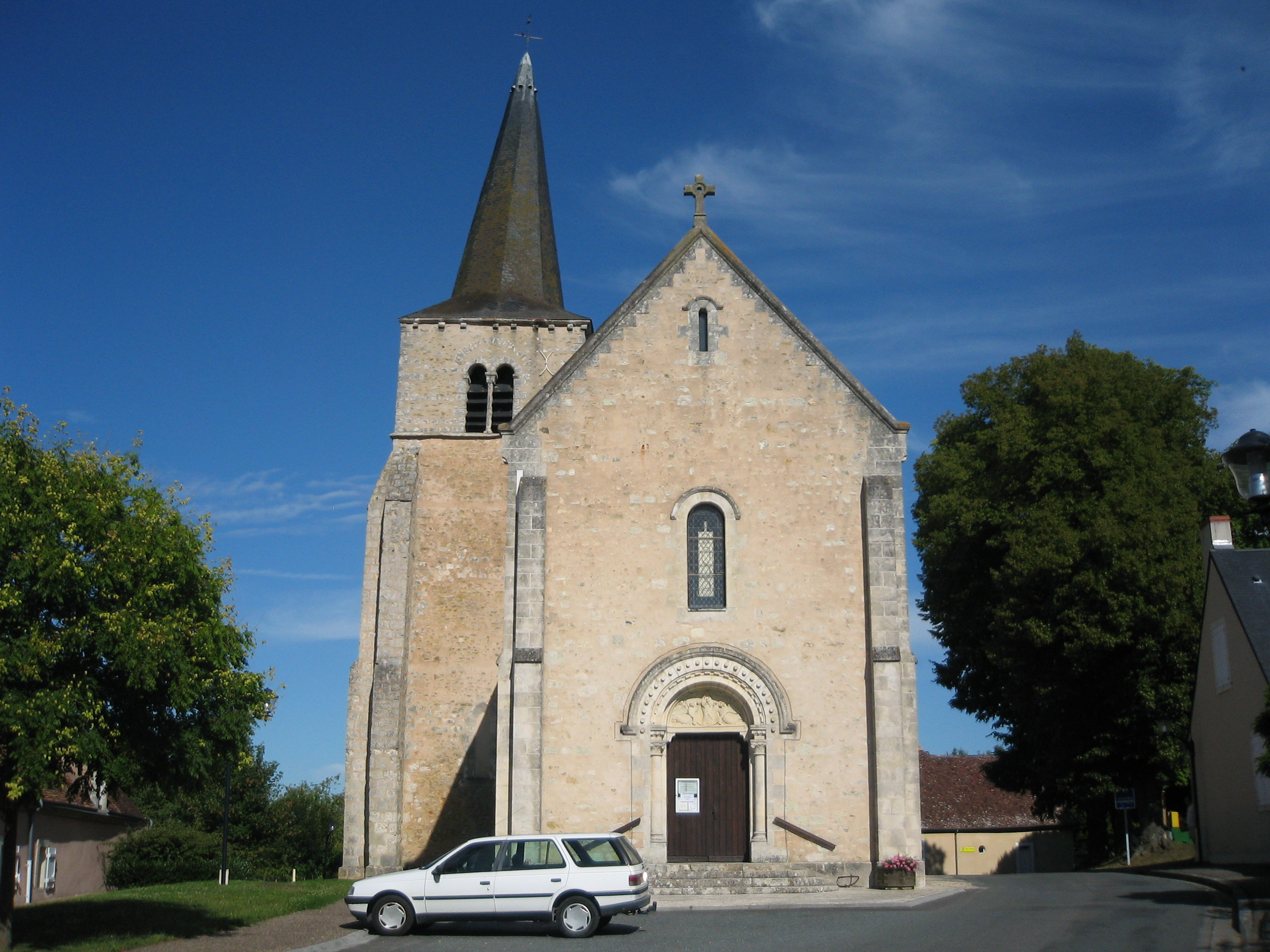
Kirche Notre-Dame
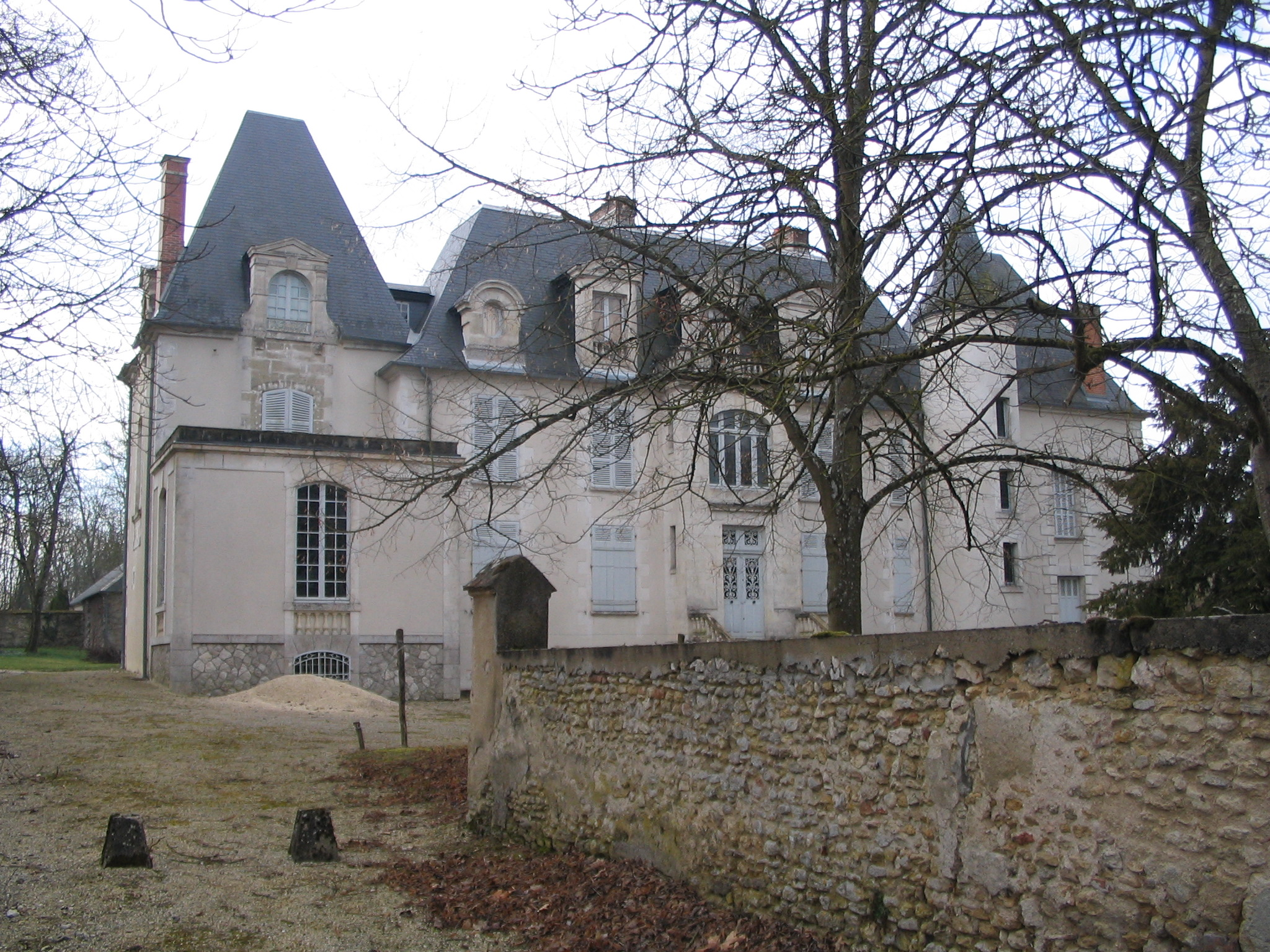
Schloss Lazenay